# Združena Rusija
Združena Rusija (rusko: Единая Россия, tr. Jedinaja Rossija, IPA: [(j) ɪˈdʲinəjə rɐˈsʲijə]) je vladajoča in največja politična stranka Rusije. Od leta 2021 ima 336 (ali 74,66 %) od 450 sedežev v Dumi.
Stranka je nastala decembra 2001 z združitvijo strank Enotnost in domovina ter Vsa Rusija. Stranka Združena Rusija skupaj s stranko Pravična Rusija podpira politiko ruskega predsednika Vladimirja Putina, ki je tudi dejanski vodja stranke. Čeprav se je priljubljenost stranke Združena Rusija z najvišjih 64,4 % na volitvah v Dumo leta 2007 zmanjšala na 49,32 % na volitvah leta 2011, je s 19,19 % ostala najbolj priljubljena stranka v državi pred drugouvrščeno Komunistično partijo. Na volitvah leta 2016 je prejela 54,2 %, drugouvrščena Komunistična partija pa 13,3 % glasov.
Stranka nima skladne ideologije, zajema pa določene politike in uradnike z različnimi političnimi stališči, ki podpirajo upravo. Stranka je namenjena predvsem neideološkim volivcem, zato Združeno Rusijo politologi pogosto uvrščajo med "stranke, ki jih je treba ujeti", ali kot "stranko moči". Leta 2009 je rusko konzervativnost razglasila za svojo uradno ideologijo.
Aleksander Sidjakin je postal vodja centralnega izvršnega odbora na kongresu 4.decembra 2021.

## Predsedniki
| #            | Vodja                                                                                 | Portret                                                                               | Začetek mandata   | Konec mandata     |
| ------------ | ------------------------------------------------------------------------------------- | ------------------------------------------------------------------------------------- | ----------------- | ----------------- |
| —            | kolektivno vodstvo \| Sergej Šojgu \| Jurij Lužkov \| Mintimer Šajmiev \| \| \| \| \| | kolektivno vodstvo \| Sergej Šojgu \| Jurij Lužkov \| Mintimer Šajmiev \| \| \| \| \| | 1. december 2001  | 27. november 2004 |
| 1.           | Boris Grizlov                                                                         |                                                                                       | 27. november 2004 | 7. maj 2008       |
| 2.           | Vladimir Putin                                                                        |                                                                                       | 7. maj 2008       | 26. maj 2012      |
| 3.           | Dimitrij Medvedjev                                                                    |                                                                                       | 26. maj 2012      |                   |
| Sergej Šojgu | Jurij Lužkov                                                                          | Mintimer Šajmiev                                                                      |                   |                   |
|              |                                                                                       |                                                                                       |                   |                   |